# Wet van Say

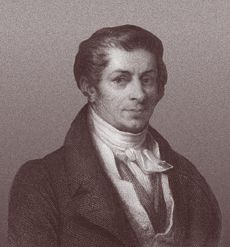
Jean-Baptiste Say

De wet van Say stelt dat elk aanbod zijn eigen vraag schept. Dit economische principe wordt toegeschreven aan de Franse zakenman, politicus en econoom Jean-Baptiste Say (1767-1832).
Say ging uit van de aanname dat de vraag naar goederen in beginsel oneindig is (dit geldt misschien niet voor de eerste levensbehoeften, maar wel voor luxegoederen). Verder betoogde hij dat ieder goed dat geproduceerd wordt, inkomen oplevert dat besteed kan worden om aan deze oneindige vraag te voldoen. Vraagoverschot en aanbodoverschot zouden tijdelijke en lokale afwijkingen zijn, die spoedig door het marktmechanisme gecorrigeerd zouden worden.
Onmiddellijk gevolg van de wet van Say is dat een algehele overproductiecrisis niet kan voorkomen: recessies ontstaan niet door een gebrek aan vraag of aan geld, maar door externe oorzaken. Voorspoed zou dan ook vergroot moeten worden door de productie te stimuleren, niet de consumptie. Vanuit Says standpunt leidt het vergroten van de geldhoeveelheid simpelweg tot inflatie (kwantiteitstheorie); meer geld om dezelfde hoeveelheid goederen te kopen representeert geen echte vergroting van de vraag. Een ander gevolg is dat een markteconomie altijd leidt tot volledige werkgelegenheid: overaanbod op de arbeidsmarkt wordt spoedig gecorrigeerd door stijgende vraag.

## Formulering
Says oorspronkelijke formulering luidt als volgt:

Het is nuttig om op te merken dat op het exacte moment dat een product gemaakt is, het een markt veroorzaakt voor andere producten voor de volledige waarde van het product zelf. Als de producent de laatste hand aan het product heeft gelegd, zal hij het zo snel mogelijk willen verkopen uit angst dat de waarde zal afnemen terwijl hij het bezit. Hij is niet minder geneigd om het geld dat hij ervoor kan krijgen kwijt te raken; aangezien ook de waarde van geld kan afnemen. Maar de enige manier om van geld af te komen is om het een of andere product te kopen. Hierdoor is het enkele feit dat er een product geproduceerd is een nieuwe mogelijkheid voor andere producten.
— J.B. Say, 1803: p.138-9

In moderne termen maakt Say hier twee denkstappen:
1. Inkomen is gelijk aan de waarde van productie, Y = X. Dit is onomstreden.
2. Inkomen is koopkracht en die koopkracht wordt onmiddellijk benut: al het inkomen wordt ingezet voor consumptie of investering. De effectieve vraag is dus gelijk aan het inkomen, EV = C+I = Y. Nog anders gesteld is de spaarquote bij Say gelijk aan nul.

Punt (2) is een sterke aanname en vormt de aanleiding voor alle kritiek die de wet van Say in de loop van twee eeuwen heeft moeten verduren. De afwezigheid van besparing is bij Say zelf een gevolg van de kwantiteitstheorie van het geld:

Het is niet de overvloedigheid van geld maar de overvloedigheid van andere producten in het algemeen die voor verkopen kunnen zorgen. Geld speelt geen andere rol dan die van geleider in deze dubbele ruil. Als de uitwisselingen klaar zijn zal men zien dat er met producten voor producten is betaald.

In Says eigen handen werd zijn wet een argument tegen geldschepping. Hij beargumenteerde dat de mogelijkheid om goederen aan te schaffen alleen verhoogd kon worden door een hogere productie. Consumptie vernietigt rijkdom, in tegenstelling tot productie, die de bron is van economische groei. De vraag naar een product bepaalt de prijs van een product, niet of het geconsumeerd zal worden.

## Waardering
De wet van Say werd aangehangen door de meeste klassieke economen, James Mill, John Stuart Mill en David Ricardo voorop. James Mill gebruikte de wet als argument tegen hen die de economie wilden oppeppen met niet-productieve consumptie (in moderne termen, consumptie; productieve consumptie betekent bij de klassieken investering).
Vroege kritiek kwam van Sismondi, Malthus en Marx. De eerste wees op het koopkrachteffect van verlagingen in het reële loon als gevolg van concurrentie.
Malthus betoogde in een briefwisseling met Ricardo al voorzichtig dat Say geen rekening hield met besparingen. Ricardo riposteerde dat to save is to spend, zodat besparing op de korte termijn op de lange termijn alsnog consumptie of investering inhield. Malthus wist zijn argument nooit sluitend te krijgen en gaf de strijd op.
Marx wees op de asymmetrie tussen goederen en geld: goederen zijn specifiek, maar geld is een universeel ruil- en oppotmiddel. Niet alleen is het opsparen van geld makkelijker, het is ook te verkiezen in tijden van onzekerheid en neergang. In de mogelijkheid om consumptie uit te stellen ligt de mogelijkheid van een crisis besloten.
De crisis van de jaren 30 toonde de mogelijkheid van een recessie door overproductie/onderconsumptie duidelijk aan. Keynes kraakte de wet van Say in zijn General Theory of Employment, Interest and Money, onder verwijzing naar Malthus, en kwam tot dezelfde conclusie als Marx. In Keynes' termen zorgen onzekerheid en neergang voor een verhoging van de marginale spaarquote, die een recessie kunnen inluiden. Dergelijke situaties roepen in de keynesiaanse visie om stimulering, van overheidswege, van de effectieve vraag.
In de jaren 70 maakte de wet van Say een herwaardering mee onder invloed van de monetaristen. In de neoklassieke economie, de in leerboeken gangbare micro-theorie, geldt ze als axioma.